# كين برايس
كين برايس (بالإنجليزية: Ken Price)‏ (26 فبراير 1954 في المملكة المتحدة - ) هو لاعب كرة قدم بريطاني في مركز الهجوم. لعب مع نادي ريدنغ ونادي ساوثيند يونايتد ونادي غيلينغهام وBasingstoke Town F.C. ‏ وDudley Town F.C. ‏.